# Скурту
Скурту (рум. Scurtu) — село у повіті Горж в Румунії. Входить до складу комуни Берлешть.
Село розташоване на відстані 203 км на захід від Бухареста, 28 км на схід від Тиргу-Жіу, 73 км на північ від Крайови.

## Населення
За даними перепису населення 2002 року у селі проживали 124 особи, усі — румуни. Усі жителі села рідною мовою назвали румунську.